# Otao
Otao es una localidad peruana ubicada en la región Lima, provincia de Huarochiri, distrito de San Mateo de Otao. Se encuentra a una altitud de  2500 m s. n. m. . Tiene una población de  habitantes en 1993.
El pueblo de Otao fue declarado monumento histórico del Perú el 3 de junio de 1991 mediante el R.J.N.º 782-91-INC/J.

## Clima
| Parámetros climáticos promedio de Otao | Parámetros climáticos promedio de Otao | Parámetros climáticos promedio de Otao | Parámetros climáticos promedio de Otao | Parámetros climáticos promedio de Otao | Parámetros climáticos promedio de Otao | Parámetros climáticos promedio de Otao | Parámetros climáticos promedio de Otao | Parámetros climáticos promedio de Otao | Parámetros climáticos promedio de Otao | Parámetros climáticos promedio de Otao | Parámetros climáticos promedio de Otao | Parámetros climáticos promedio de Otao | Parámetros climáticos promedio de Otao |
| Mes                                    | Ene.                                   | Feb.                                   | Mar.                                   | Abr.                                   | May.                                   | Jun.                                   | Jul.                                   | Ago.                                   | Sep.                                   | Oct.                                   | Nov.                                   | Dic.                                   | Anual                                  |
| -------------------------------------- | -------------------------------------- | -------------------------------------- | -------------------------------------- | -------------------------------------- | -------------------------------------- | -------------------------------------- | -------------------------------------- | -------------------------------------- | -------------------------------------- | -------------------------------------- | -------------------------------------- | -------------------------------------- | -------------------------------------- |
| Fuente: Accuweather                    |                                        |                                        |                                        |                                        |                                        |                                        |                                        |                                        |                                        |                                        |                                        |                                        |                                        |